# Aquasella
Aquasella és un festival de música electrònica que se celebra cada any durant tres dies al poble d'Arriondas, a Astúries. La primera edició del festival va ser l'any 1997 amb una assistència aproximada d'un miler d'espectadors. A l'edició del 2010 van assistir més de 30.000 persones.
Aquasella s'ha convertit amb el pas dels anys en un referent dins dels festivals de música electrònica i compta amb artistes convidats de fama internacional com Carl Cox, Sven Väth, Ben Sims o Oscar Mulero, entre molts altres. DJ Pepo és l'únic artista que ha participat en totes les edicions, encarregant-se del tancament del festival.
El recinte del festival a l'edició del 2011 estava compost per 3 escenaris, zona d'acampada, aparcament, serveis, dutxes i parades de menjar i beguda dins del recinte. Cada escenari té un estil de música diferent.
Les dates del festival coincidien al principi amb el Descens Internacional del Sella que se celebra anualment entre Arriondas i Ribadesella, tot i que a partir de la 19a edició, el 2015, se celebra un cop passat aquest.